# Recadrage (image)
Pour les articles homonymes, voir Recadrage et Rognage.

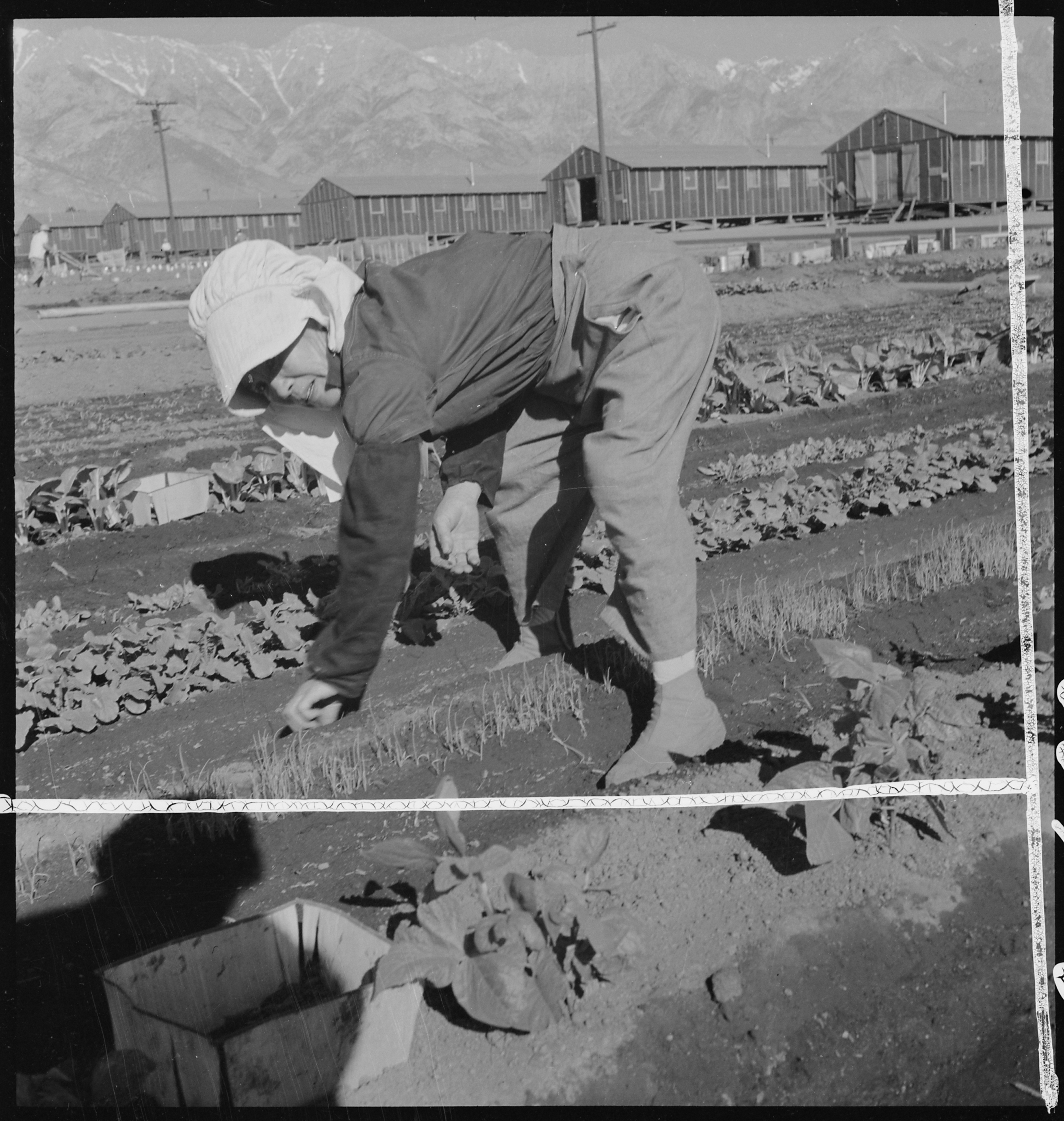
Dans cet exemple, le recadrage (ligne blanche) recentre sur le sujet et supprime l'ombre portée du photographe (en bas à gauche).

Le recadrage, ou rognage, est l'opération qui consiste à supprimer une partie périphérique d'une image dans le but de l'améliorer (meilleur cadrage, accentuation du sujet, suppression de défauts ou du vignettage, etc.), de l'adapter à un usage autre que celui pour lequel elle a été réalisée, ou de modifier son format.
L'opération peut se faire numériquement au moyen d'un logiciel de retouche d'image. Le procédé s'applique à la photographie, au graphisme et à la vidéo.
Les photographies destinées à la presse sont la plupart du temps recadrées, afin d'illustrer au mieux le sujet qu'elles accompagnent et de s'intégrer à la mise en page.
Le droit d'auteur européen considère le cadrage comme une propriété essentielle de l'œuvre. Le recadrage, comme toute autre modification, ne peut se faire qu'avec l'accord de l'auteur, quelles que soient les conditions de la cession des droits patrimoniaux sur l'image. Cependant, l'usage dans la presse est de mentionner l'acceptation par l'auteur des recadrages effectués pour des raisons éditoriales ou documentaires.

## Esthétique
La pratique du recadrage a suscité des appréciations esthétiques divergentes. Chacun reconnaît l'importance du cadrage ; la question est de savoir si celui de la prise de vue a un statut esthétique différent.
Pour Albert Plécy le recadrage et la retouche vont de soi. « L'image obtenue avec un appareil de photo ne peut toujours constituer une fin en soi » mais « le document parfaitement composé, qui ne comporte aucun élément parasite, est tout-à-fait exceptionnel ». Il s'agit de mettre en évidence les points signifiants de l'image.
Le photographe français Henri Cartier-Bresson y était totalement opposé et faisait tirer ses photographies avec une fine bordure noire indiquant bien qu'elles n'étaient pas recadrées. De même le photographe américain Richard Avedon avec ses 4x5[réf. souhaitée]. Par contre, d'autres photographes comme Eugene Smith considéraient le travail d'agrandissement et de recadrage comme partie intégrante de la création de l'image[réf. souhaitée].
La controverse entre les photographes qui considèrent l'image comme un instantané dont on doit préserver tous les caractères et ceux qui l'envisagent comme un projet graphique, qui se poursuit après la prise de vue, s'est développée avec des réflexions théoriques, qui renvoient aux conceptions classiques, où l'idée domine et le travail se prolonge et se reprend jusqu'à sa meilleure fin, opposées aux idées romantiques, centrant l'œuvre sur la personnalité de l'artiste et le vertige de l'instant. Pour les classiques, une composition est réussie lorsque l'idée seule paraît ; pour les romantiques, une image exprime avant tout la personnalité de l'artiste. Ces deux approches se superposent à celles sur la virtuosité technique nécessaire pour obtenir un cliché directement exploitable sans recadrage.

## Peinture et dessin
En peinture, le « cadre » désigne l'encadrement. Le terme recadrage serait ambigu et n'est pas courant. On parle de « diminution ».
La peinture d'église est parfois rognée ou agrandie avec une bande plus ou moins sommairement peinte, afin de s'adapter exactement à la nouvelle chapelle où elle doit être accrochée. Il est arrivé que des propriétaires estiment plus l'encadrement que la peinture, et rognent celle-ci pour la faire rentrer dans le cadre.
On rogne un tableau pour le scinder en plusieurs autres plus petits, plus faciles à placer ou à vendre. Il est ainsi possible de démembrer un portrait de groupe en plusieurs portraits individuels, éliminant parfois par la même occasion un personnage que l'on ne souhaite pas commémorer.
On rogne aussi les tableaux pour changer leur forme, du rectangle à l'ovale ou à la lunule de dessus de porte, ou pour éliminer une partie détériorée.
En dessin, le rognage d'une feuille sert à isoler une étude ou un croquis à mettre en valeur ou pour assembler des feuilles de formats différents dans un album.